# Autotraducción
La autotraducción constituye la traducción de un texto a otro idioma por su propio autor.

## Historia
Jan Hokenson y Marcella Munson se han dedicado a estudiar en profundidad el fenómeno de la autotraducción a lo largo de la historia, sobresale su obra The Bilingual Text: History and Theory of Literary Self-Translation.
Algunos de los autotraductores más destacados fueron Geoffrey Chaucer, Tomás Moro, Vladimir Nabokov, Samuel Beckett, Karen Blixen, Chinghiz Aitmatov y Julien Green. Según Julio César Santoyo, la historia de la autotraducción se puede remontar a la Edad Media.

### La autotraducción en España
Es frecuente la autotraducción entre los escritores en catalán, vasco y gallego. Entre los más conocidos se cuentan Carme Riera, Manuel Rivas y Bernardo Atxaga.

### La autotraducción en el mundo

#### África
Kenia: Ngũgĩ wa Thiong'o (gĩkũyũ-inglés). Sudáfrica (afrikáans-inglés): André Brink y Antjie Krog. Argelia (árabe-francés): Rachid BOUUDJEDRA, Assia DJEBBAR y Mohammed SARI.

#### Canadá
Nancy Huston y Antonio D'Alfonso (inglés-francés).

#### China
Lin Yutang y Eileen Chang (chino-inglés).

#### Francia
Nancy Huston (francés-inglés), Vassilis Alexakis (francés-griego) y Anne Weber (francés-alemán).

#### India
Rabindranath Tagore, Girish Karnad, Kamala Das, Qurratulain Hyder.

#### Italia
Fausto Cercignani, Italo Calvino, Beppe Fenoglio, Carlo Goldoni, Luigi Pirandello, Giuseppe Ungaretti.

#### Nepal
Laxmi Prasad Devkota, Suman Pokhrel 

#### Estados Unidos
Raymond Federman (inglés-francés), Rosario Ferré (español-inglés), Rolando Hinojosa-Smith (español-inglés) y Ariel Dorfman (español-inglés).